# Luigi Bosi (medico)
Luigi Bosi (Ferrara, 1809 – Livorno, 24 marzo 1883) è stato un medico italiano.

## Biografia
Medico e docente di patologia, pubblicò numerosi trattati tra cui il più rilevante è considerato la Patologia generale del 1843. Fu rettore dell'Università degli Studi di Ferrara dal 1862 al 1864 e presidente del consiglio provinciale. Negli ultimi anni di vita si trasferì sul mare, a Livorno, per ragioni di salute. Fu socio e corrispondente di molte società scientifiche italiane e straniere.

## Pubblicazioni (parziale)
- Elementi di patologia umana (1843)
- Esame critico della prolusione letta in san Pietro dall'abate Alfonso Testa (1848)
- Medicina teorico-pratica. Prolegomeni (1851)
- Medicina teorico-pratica. Lezioni sulle febbri continue (1852)
- Sul cholèra morbus (1866)
- Sull'albuminuria (1868)
- Lezioni di patologia e di clinica medica (1872)
- Sulla educazione istruttiva primaria e sulla igiene generale e medicina politica (1880)